# Les quatre plomes (pel·lícula de 1978)
Les quatre plomes (títol original: The Four Feathers) és una adaptació cinematogràfica de televisió britànica de 1978 de la clàssica novel·la de 1902 Les quatre plomes del novel·lista A. E. W. Mason. Dirigida per Don Sharp, aquesta versió va ser protagonitzada per Beau Bridges, Robert Powell, Simon Ward i Jane Seymour, i va ser nominada a un Primetime Emmy. Segueix la novel·la gairebé exactament, i la resposta a la pel·lícula va ser molt positiva. Està doblada al català.

## Argument
Quan el tinent britànic Feversham renuncia a la seva comissió per no lluitar a la guerra del Sudan de 1882, els seus companys de l'exèrcit li presenten les quatre plomes blanques de la covardia.

## Repartiment
- Beau Bridges com Harry Faversham
- Robert Powell com Jack Durrance
- Simon Ward com William Trench
- Jane Seymour com Ethne Eustace
- Harry Andrews com Gen. Faversham
- Richard Johnson com Abou Fatma
- David Robb com Thomas Willoughby
- Richard Beale com Wembol
- Robin Bailey com Coronel Eustace
- John Hallam com Sergent Major
- Mary Maude com Mrs. Faversham
- Frank Gatliff com antic major
- Robert Flemyng com antic coronel
- Robert James com John

## Producció
La pel·lícula va ser produïda per Norman Rosemont, especialitzat en fer adaptacions de contes clàssics per a televisió. Feia poc havia fet L'home de la màscara de ferro, Captains Courageous i El comte de Montecristo. Les pel·lícules es farien per més d'un milió de dòlars, més del que les cadenes estatunidenques pagarien per elles, però es podrien estrenar a l'estranger. "Els grans autors clàssics van escriure bones històries amb arguments forts sobre persones que podries cuidar", va dir Rosemont. "I filmant-los llargament, normalment tres hores, podeu obtenir la major part de la trama".
Les quatre plomes va ser, com Captains Courageous, un especial de Bell per a l'ABC (és a dir, va ser patrocinat per Bell Systems).
Norman Rosemont normalment filmava obres de domini públic, però va haver de pagar 150.000 dòlars a London Films pels drets de Les quatre plomes.
Part dels diners els va aportar Trident Films, una extracció de Trident Television, un grup de televisió regional amb seu a Leeds.
El director Don Sharp era conegut per les seves pel·lícules d'acció. Havia estat treballant en diversos llargmetratges que no van aconseguir finançament quan li van oferir la direcció de Les quatre plomes. Sharp inicialment es va mostrar reticent a fer un remake, però li va agradar el guió i va tenir una experiència molt positiva.
El càsting de Powell i Bridges es va anunciar el juliol de 1977. Bridges va tenir un preparador de dialectes, Robert Easton, per ajudar-lo amb l'accent.
El rodatge va començar l'agost de 1977 i va tenir lloc a Anglaterra i Espanya. La finca del duc de Wellington es va utilitzar per a escenes angleses. Les seqüències del desert es van rodar a Almeria, durant tres setmanes. Durant la part espanyola del rodatge, Powell es va referir a ocasions en què la unitat es va veure afectada per tempestes de sorra, dient: "Tothom portava màscares quirúrgiques i ulleres protectores i estava cobert de cap a peus, excepte els actors sagnants".
A Sharp li agradava treballar amb Beau Bridges i Robert Powell. Va tenir una relació més difícil amb el productor Norman Rosemont, que Sharp va dir que es tornaria paranoic i argumentari. Sharp va respectar molt les habilitats narratives i l'espectacle de Rosemont.

## Recepció

### Crític
El Los Angeles Times la va elogiar com "una pel·lícula gran i sumptuosa de la gran tradició romàntica... posada en escena amb un gran abast i poder per Don Sharp a partir d'una adaptació meticulosa". El Christian Science Monitor ho va anomenar "entreteniment emocionant".
Un crític del New York Times va escriure: "El Sr. Bridges és bastant eficaç com a aventurer barbut, i les escenes d'acció són molt bones, si voleu. "Les quatre plomes" potser sigui la lliçó pacifista més cruenta que s'hagi ideat mai, però la seva gran postura i els sentiments ximples funcionen bé".
El Monthly Film Bulletin l'anomenava "una peça de museu, treta de les voltes, espolsada i muntada amb cura".